# Sieboldius albardae
Sieboldius albardae är en trollsländeart som beskrevs av Selys 1886. Sieboldius albardae ingår i släktet Sieboldius och familjen flodtrollsländor. Inga underarter finns listade i Catalogue of Life.

## Bildgalleri

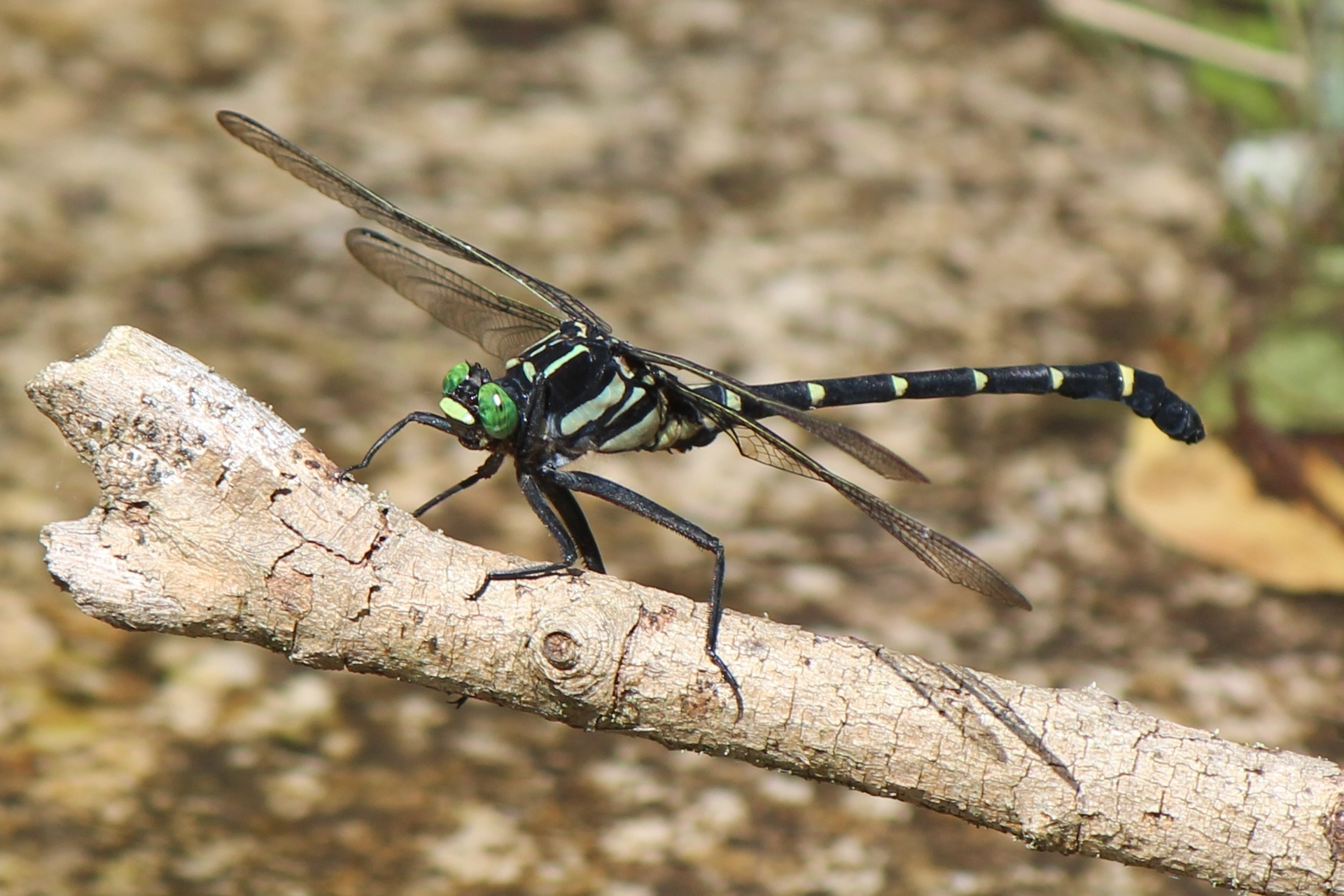
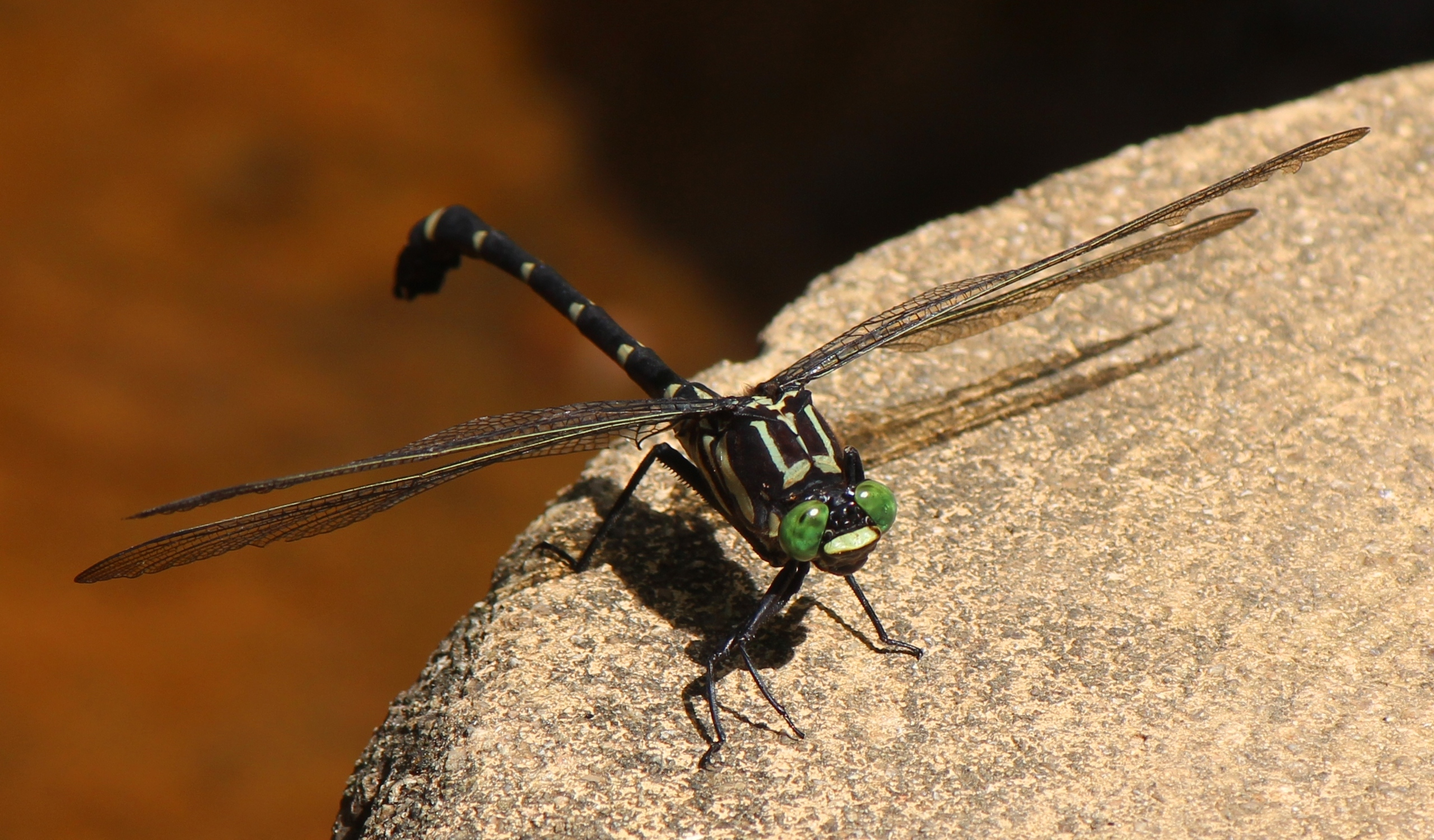
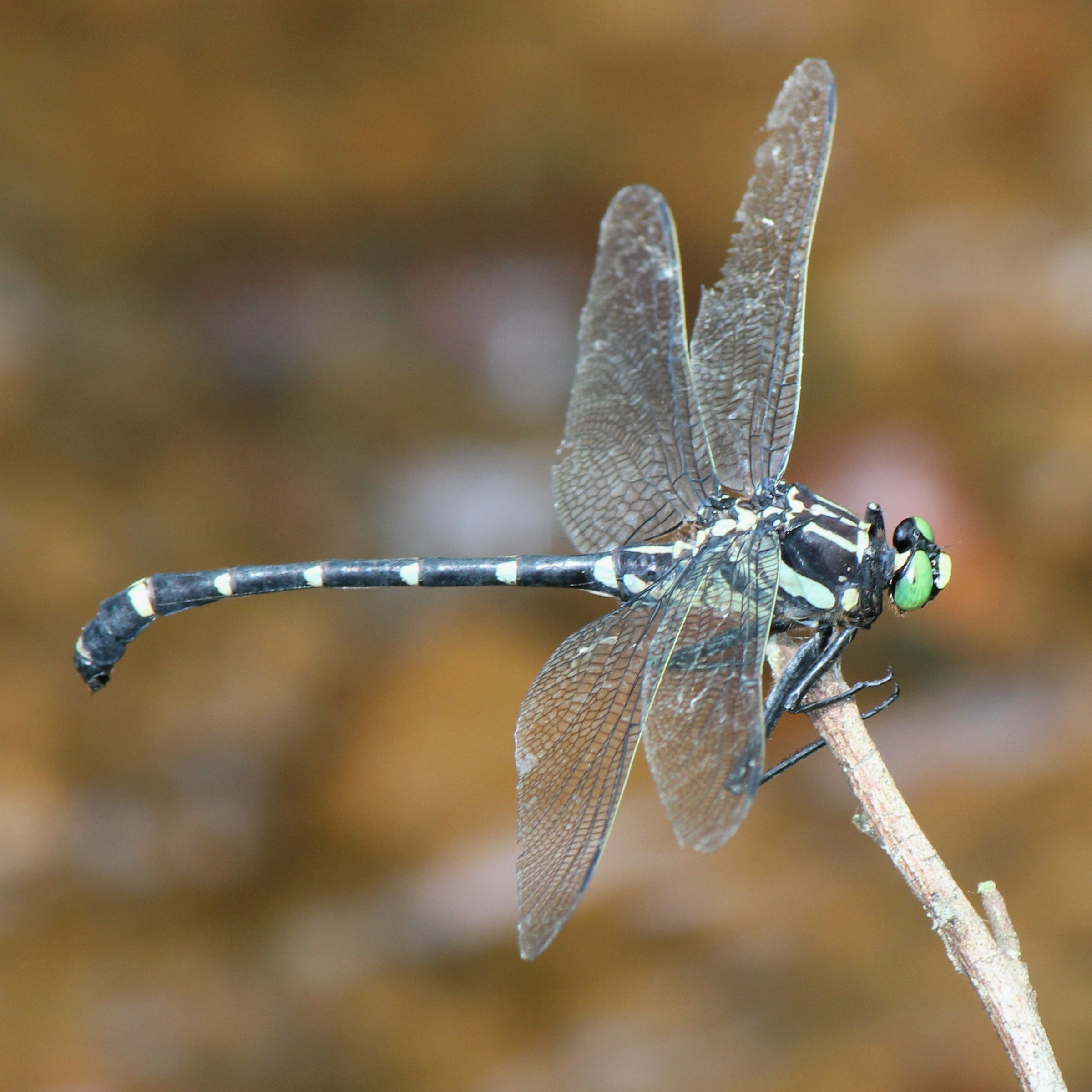
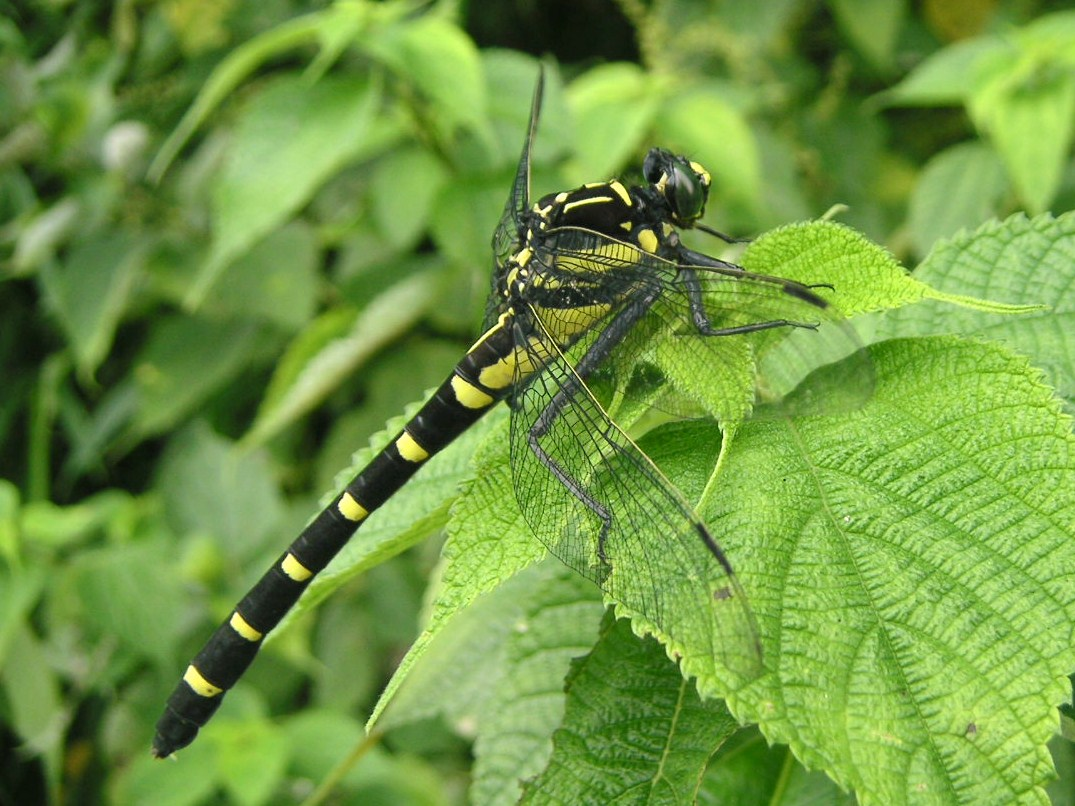